# Topolje (Ivanić-Grad)
Topolje is een plaats in de gemeente Ivanić-Grad in de Kroatische provincie Zagreb. De plaats telt 117 inwoners (2001).